# الحزب الديمقراطي (إيران)
الحزب الديمقراطي (بالفارسية: فرقه دموکرات) كان حزبًا سياسيًا ديمقراطيًا اجتماعيًا في بلاد فارس، خلال الفترة الدستورية. كان أحد الحزبين البرلمانيين الرئيسيين في ذلك الوقت، إلى جانب حزب الاشتراكيين المعتدلين. كان يتألف إلى حد كبير من مثقفين من الطبقة الوسطى ويدافع عن الفصل بين الدين والدولة. 

## التاريخ
في البداية كان فرعًا من الحزب الديمقراطي الاجتماعي الذي يتخذ من القوقاز مقراً له، وقطع العلاقات المباشرة مع باكو وأسقط لفظ «اجتماعي» احتراماً للجمهور المحافظ. ومع ذلك، ظلت أيديولوجيته مستعارة بشدة من الحزب القديم. 
في عام 1918 ، انقسم الحزب بشكل نهائي إلى الديمقراطيين المؤيدين لإعادة التنظيم بقيادة بهار؛ والديمقراطيون المناهضون لإعادة التنظيم.

## نتائج انتخابات مجلس النواب
| انتخابات | المقاعد   | المقاعد | المقاعد   | المقاعد | الحصة                             |
| انتخابات | العدد     | ±       | %         | ±       | الحصة                             |
| -------- | --------- | ------- | --------- | ------- | --------------------------------- |
| 1906     | غير معروف |         | غير معروف |         | أقلية كالحزب الديمقراطي الاجتماعي |
| 1909     | 28 / 126  | ▲ 7     | 22.22     | ▲ 8.76  | أقلية                             |
| 1914     | 51 / 115  | ▲ 23    | 44.34     | ▲ 22.12 | أغلبية بما في ذلك 20 في التحالف   |